# Doug Moench
Douglas Moench, detto Doug (Chicago, 23 febbraio 1948), è un fumettista statunitense.
È noto principalmente per le sceneggiature di storie di Batman pubblicate da DC Comics.

## Biografia
Moench "iniziò" la carriera con una strip realizzata ai tempi delle elementari, My Dog Sandy. Professionalmente, iniziò a scrivere recensioni su film e musica per il Chicago Sun-Times.
Trasferitosi a New York, collaborò con DC Comics, Marvel Comics, Dark Horse Comics, e altre piccole case editrici.
Per la Marvel, Moench ha creato dozzine di personaggi, tra cui Moon Knight, e ha realizzato, con Paul Gulacy, Shang-Chi: Master of Kung Fu, Six from Sirius, Slash Maraud e S.C.I. Spy. I due hanno inoltre lavorato su alcuni progetti con i personaggi di Batman, Conan il barbaro e James Bond.
Moench è principalmente noto per le centinaia di sceneggiature concepite per Batman e per le collane Elseworlds, fra cui l'inedito accostamento dell'Uomo Pipistrello con Dracula nella trilogia realizzata in collaborazione con Kelley Jones. Con la DC, ha spesso lavorato con Chuck Dixon, Graham Nolan, Kelley Jones e John Beatty.

### Vita privata
Moench ha una moglie, Debra, e un figlio, Derek; i tre vivono in Pennsylvania.

## Riconoscimenti
Moench ha ricevuto:
- con Paul Gulacy, l'Eagle Award 1977 Favourite Continued Comic Story per Master of Kung Fu n. 48-51
- con Mike Ploog, una nomination per l'Eagle Award 1978 Favourite Single Story per Marvel Premiere n.38: The Lord of Tyndall's Quest
- una nomination per l'Eagle Award 1979 Best Comic Book Writer (US) per Captain Marvel n. 58-62
- con Pat Broderick, una nomination per l'Eagle Award 1979 Best Continued Story per Captain Marvel n. 58-62
- una nomination per l'Eagle Award 1980 Favourite Comicbook Writer
- l'Inkpot Award 1981
- con Paul Gulacy, una nomination per l'Haxtur Awards 1990 Best Long Comic Strip per Slash Maraud
- una nomination per l'Haxtur Awards 1997 Best Long Comic Strip per Batman contro Predator II (Batman versus Predator II)